# Nikomedes I
Nikomedes I var en kung av Bithynien omkring 280-260 f. Kr.
Han efterträdde omkring 280 f. Kr. sin far Zipoites, grundläggaren av det bithyniska riket och lyckades hävda den av denne åt Bithynien vunna ställningen som självständigt rike. Nikomedes tog 277 f. Kr. galliska trupper under Lonorius och Lutarios i sin tjänst och gav därigenom upphov till den keltiska bosättningen i Mindre Asien. Han grundade 264 f. Kr. Nikomedia som rikets huvudstad.